# Ulee Buket
Ulee Buket is een bestuurslaag in het regentschap Aceh Utara van de provincie Atjeh, Indonesië. Ulee Buket telt 151 inwoners (volkstelling 2010).